# Binnenlands Bestuur (Nederlands-Indië)
Binnenlands Bestuur, ook Gewestelijk bestuur genoemd, was een bestuursvorm in Nederlands-Indië.
Na de opheffing van de Vereenigde Oost-Indische Compagnie (VOC) op 31 december 1799 en de overname door de Nederlandse staat werd het bestuur in Nederlands-Indië uitgeoefend door het Gouvernement, met uitzondering van het Engelse tussenbestuur: 1811-1816 op Java, 1810-1817 in de Buitenbezittingen.
Indië werd ingedeeld in gewesten, verdeeld in afdelingen en controle-afdelingen (onderdeel van het Binnenlands Bestuur, afgekort BB) en in regentschappen en districten (onderdeel van het Inlands Bestuur). Een gewest kon zijn een Gouvernement, een Residentie of een Afdeling ofwel assistent-residentie.
De hoofden van het Binnenlands Bestuur droegen de volgende titels:
- Gouverneur-generaal, afgekort: GG, was de hoogste gezagsdrager van het Binnenlands Bestuur, en fungeerde als landvoogd of onderkoning.
- Gouverneur: Sumatra, Borneo en Groote Oost (allen sinds 1938), Atjeh en Onderhoorigheden, Sumatra's Westkust (SWK) -1913, Borneo en Onderhoorigheden 1846-1848, Celebes en Onderhoorigheden 1824-1924 (1925 residentie), Molukken 1817-1867 en 1925-1935 (1935 residentie). Ook het hoofd van het gouvernement Nederlands-Nieuw-Guinea, overzees rijksdeel van 1949-1962, droeg de titel van gouverneur.
- Resident: de overigen op Java en Madoera en in de Buitenbezittingen, met uitzondering van:
- Assistent-resident: enige hoofden van gewestelijk bestuur op Java en Billiton.

## Na de Tweede Wereldoorlog
- De Netherlands Indies Civil Administration (NICA) werd op 3 april 1944 in Australië opgericht voor het burgerlijk bestuur en de rechtspraak in de Nederlands-Indische gebieden die op de Japanners heroverd werden, tot de overdracht aan de Nederlandse regering. Het ging om Nederlands-Indische ambtenaren in militair uniform. In april begonnen de eerste NICA-eenheden in Hollandia (Nieuw-Guinea).[1]
- Recomba, nieuwe functie in 1947 bij de reorganisatie van het bestuur na de Eerste politionele actie voor de wederopbouw in de veroverde gebieden op Java en Sumatra.